# Traditionalism Revisited
Traditionalism Revisited è un album di Bob Brookmeyer pubblicato dalla Pacific Jazz Records nel 1957.
Nel 2013 la Phoenix Records pubblicò l'album su CD (rimasterizzato) con l'aggiunta di cinque brani bonus.

## Tracce
Lato A
1. Louisiana – 5:28 (J.C. Johnson, Andy Razaf, Bob Schafer) – Registrato il 13 luglio del 1957 a New York ("Coastal Studios")
2. Santa Claus Blues – 5:43 (Gus Kahn, Charley Straight) – Registrato il 13 luglio del 1957 a New York ("Coastal Studios")
3. Truckin' – 7:27 (Rube Bloom, Ted Koehler) – Registrato il 16 luglio del 1957 a New York ("Coastal Studios")
4. Some Sweet Day – 4:50 (Tony Jackson, Abe Olman, Ed Rose) – Registrato il 13 luglio del 1957 a New York ("Coastal Studios")

Lato B
1. Sweet Like This – 4:01 (Dave Nelson, Kevin Oliver) – Registrato il 13 luglio del 1957 a New York ("Coastal Studios")
2. Jada – 3:49 (Bob Carlton) – Registrato il 13 luglio del 1957 a New York ("Coastal Studios")
3. Don't Be That Way – 5:00 (Sampson, Goodman, Parish) – Registrato il 13 luglio del 1957 a New York ("Coastal Studios")
4. Honeysuckle Rose – 6:06 (Andy Razaf, Fats Waller) – Registrato il 16 luglio del 1957 a New York ("Coastal Studios")

## Musicisti
- Bob Brookmeyer - trombone a pistoni, pianoforte
- Jimmy Giuffre - sassofono tenore, sassofono baritono
- Jimmy Giuffre - clarinetto
- Jim Hall - chitarra
- Joe Benjamin - contrabbasso (brani A1, A2, A4, B1, B2 & B3)
- Ralph Peña - contrabbasso (brani A3 & B4)
- Dave Bailey - batteria